# Marcos Martín
Marcos Martín (Barcelona, 1972) é um artista espanhol conhecido por seu trabalho como desenhista de histórias em quadrinhos americanas.  Ele se tornou conhecido, inicialmente, por seu trabalho junto a DC Comics, substituindo Javier Pulido como desenhista da minissérie Robin: Ano Um e posteriormente ilustrando a minissérie Batgirl: Ano Um. Após essa minissérie, Martín se tornaria bastante popular como ilustrador.
Em 2013, Martín fundou, ao lado do escritor Brian K. Vaughan, uma editora on-line de webcomics denominada "Panel Sindycate". Através da plataforma, a dupla disponibiliza obras em vários idiomas, liberadas "DRM-Free" através de um sistema de pagamentos decididos pelos compradores. O primeiro produto foi justamente uma série produzida pela dupla, denominada The Private Eye.

## Prêmios e indicações
| Ano  | Premiação    | Categoria                               | Obra                                    | Resultado |
| ---- | ------------ | --------------------------------------- | --------------------------------------- | --------- |
| 2012 | Eisner Award | "Melhor Série Continuada"               | Daredevil, com Mark Waid e Paolo Rivera | Venceu    |
| 2012 | Eisner Award | "Melhor Capista"                        | Daredevil e Amazing Spider-Man          | Indicado  |
| 2012 | Eisner Award | "Melhor Artista"                        | Daredevil                               | Indicado  |
| 2015 | Eisner Award | "Melhor História em Quadrinhos Digital" | The Private Eye, com Brian K. Vaughan   | Venceu    |
| 2015 | Eisner Award | "Melhor Minissérie"                     | The Private Eye, com Brian K. Vaughan   | Indicado  |